# ペントハウス (テレビドラマ)
『ペントハウス』（朝: 펜트하우스、英:  The Penthouse : War in life）は、大韓民国（韓国）のSBSで、2020年10月26日から2021年1月5日(シーズン1) , 2021年2月19日から2021年4月3日(シーズン2),2021年6月4日から9月10日(シーズン3) まで放送されたテレビドラマ。

## あらすじ
ソウルの高級住宅地にそびえる100階建てのタワーマンション“ヘラパレス”に住む裕福な家族とチョンア芸術学校の子供たちの物語。不動産問題と教育競争が絡まり合う究極のラブサスペンスドラマ。

## 出演
※括弧内は日本語吹替。

### 主要人物
シム・スリョン：イ・ジア
高級マンション、ヘラパレス最上階の住人。ダンテの元妻。
チョン・ソジン：キム・ソヨン
元声楽家である人気講師。ユニとはライバルだった。
オ・ユニ：ユジン
学生時代はソプラノ歌手だった。

### シム・スリョンの家族
ジュ・ダンテ(주단테)：オム・ギジュン（高橋英則）
スリョンの夫。建築会社の代表。
ジュ・ソクフン(주석훈)：キム・ヨンデ
スリョンの義理の息子。チョンア芸術学校の生徒。
ジュ・ソッギョン(주석경)：ハン・ジヒョン
スリョンの義理の娘でソクフンの双子の妹。チョンア芸術学校の生徒。

### チョン・ソジンの家族
ハ・ユンチョル(하윤철) ：ユン・ジョンフン（大泊貴揮）
ソジンの夫。医療院外科長。
ハ・ウンビョル(하은별)：チェ・イェビン（南野こころ）
ソジンとユンチョルの娘。チョンア芸術学校の生徒。
チョン・ミョンス(천명수)：チョン・ソンモ
ソジンの父親。チョンア財団理事長。
カン・オクギョ(간 억겨)：ハミン
ソジンの母親。

### オ・ユニの家族
ぺ・ロナ(배로나)：キム・ヒョンス（金子睦）
ユニの娘。チョンア芸術学校の生徒。

### カン・マリ一家
カン・マリ(강마리)：シン・ウンギョン（ニケライ・ファラナーゼ）
ヘラパレスの住民。成金。
ユ・ドンピル(유동필)：パク・ホサン
マリの夫。
ユ・ジェニ(유제니)：ジン・ジヒ（渡谷美帆）
マリとドンピルの娘。チョンア芸術学校の生徒。

### イ・キュジン一家
イ・ギュジン(이규진)：ポン・テギュ
離婚専門弁護士。
コ・サンア(고상아)：ユン・ジュヒ
ギュジンの妻。元アナウンサー。
イ・ミニョク(이민혁)：イ・テビン（バトリ勝悟）
ギュジンとサンアの息子。チョンア芸術学校の生徒。

### チョンア芸術高等学校
ク・ホドン(구호동)：パク・ウンソク（清水優譲）
チョンア芸術高校体育教師。
マ・ドゥギ(마두기)：ハ・ドグォン
チョンア芸術高校音楽教師。昇格のためならなんでもする
ローガン・リー(로건리)：パク・ウンソク

### その他周辺人物
ミン・ソラ(민설아)：チョ・スミン
スリョンの実の娘。ヘラパレスの家庭教師だったが、何者かに殺された。
ユン・テジュ(윤대주)：イ・チョルミン
ダンテの秘書。

## 賞とノミネート
| 年度 | 賞                 | カテゴリー         | 受賞者           | 結果       | 参考 |
| ---- | ------------------ | ------------------ | ---------------- | ---------- | ---- |
| 2020 | SBS演技大賞        | 大賞               | キム・ソヨン     | ノミネート |      |
| 2020 | SBS演技大賞        | 最優秀男優賞       | オム・ギジュン   | 受賞       |      |
| 2020 | SBS演技大賞        | 最優秀女優賞       | キム・ソヨン     | 受賞       |      |
| 2020 | SBS演技大賞        | 最優秀女優賞       | イ・ジア         | 受賞       |      |
| 2020 | SBS演技大賞        | 最優秀女優賞       | ユジン           | 受賞       |      |
| 2020 | SBS演技大賞        | 優秀男優賞         | ポン・テギュ     | 受賞       |      |
| 2020 | SBS演技大賞        | 優秀男優賞         | ユン・ジョンフン | 受賞       |      |
| 2020 | SBS演技大賞        | 助演男優賞         | パク・ウンソク   | 受賞       |      |
| 2020 | SBS演技大賞        | 助演女優賞         | ユン・ジュヒ     | ノミネート |      |
| 2020 | SBS演技大賞        | 新人俳優賞         | キム・ヨンデ     | ノミネート |      |
| 2020 | SBS演技大賞        | 新人俳優賞         | ハ・ドグァン     | ノミネート |      |
| 2020 | SBS演技大賞        | 新人女優賞         | チョ・スミン     | ノミネート |      |
| 2020 | SBS演技大賞        | 子役賞             | キム・ヒョンス   | 受賞       |      |
| 2021 | 第57回百想芸術大賞 | TV部門最優秀男優賞 | オム・ギジュン   | ノミネート |      |
| 2021 | 第57回百想芸術大賞 | TV部門最優秀女優賞 | キム・ソヨン     | 受賞       |      |
| 2021 | 第57回百想芸術大賞 | TV部門女性賞       | シン・ウンギョン | ノミネート |      |
| 2021 | 第57回百想芸術大賞 | TV部門新人俳優賞   | キム・ヨンデ     | ノミネート |      |
| 2021 | 第57回百想芸術大賞 | TV部門新人女優賞   | キム・ヒョンス   | ノミネート |      |

## 評価
2021年5月13日に開催された第57回百想芸術大賞でチョン・ソジン役のキム・ソヨンがTV部門の女性最優秀演技賞を受賞した。

## 日本での放送
日本では、KNTVにて2021年5月2日から毎週日曜日に放送された。

## 視聴率
瞬間最高視聴率31.1%を記録。